# Fritz Syberg

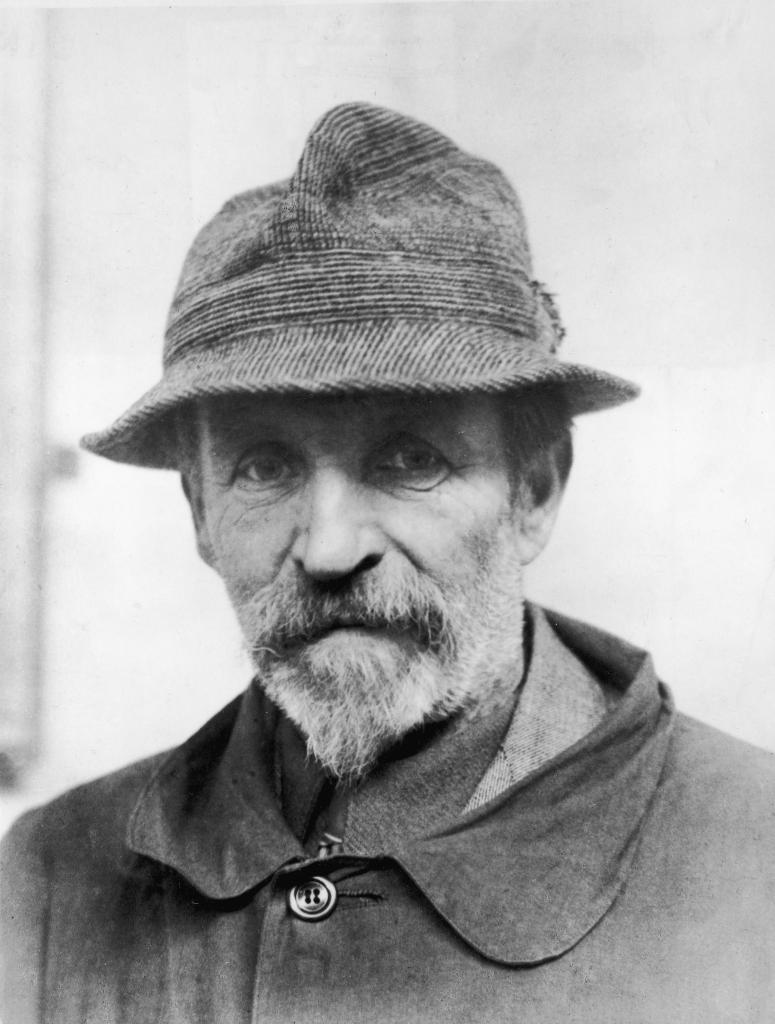
Fritz Syberg

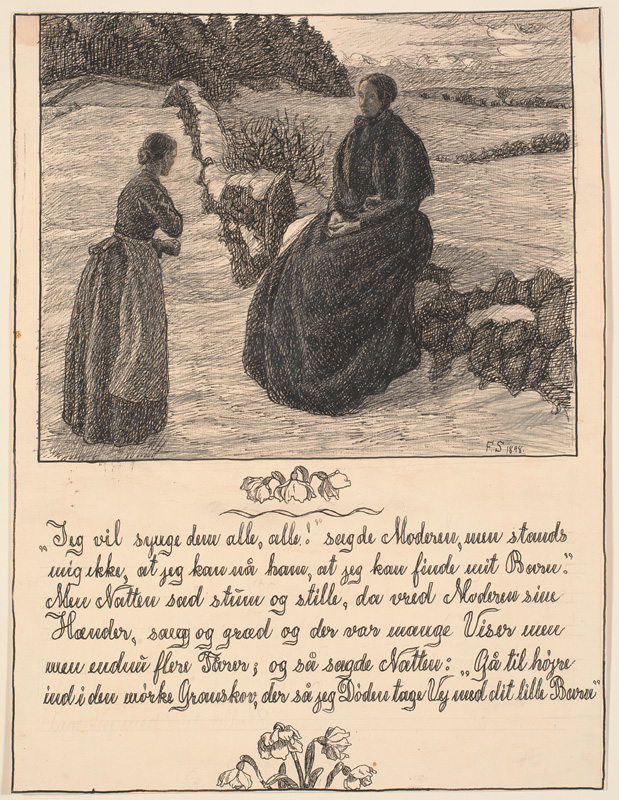
Illustratie Andersens De moeder

Christian Friedrich Wilhelm Heinrich ('Fritz') Syberg (Faaborg, 28 juli 1862 - Kerteminde, 20 december 1939) was een Deens kunstschilder en illustrator. Hij werkte in een door het impressionisme beïnvloede stijl, aanvankelijk met een sterk naturalistische inslag.

## Leven en werk
Syberg was van armoedige komaf, werkte eerst als huisschilder en nam zijn eerste schilderlessen bij de vader van zijn vriend en kunstschilder Peter Hansen. In 1882 deed hij een opleiding technisch tekenen in Kopenhagen en in 1884 volgde hij een periode lessen aan de Koninklijke Deense Kunstacademie en de Kunstnernes Frie Studieskoler, onder andere bij Kristian Zahrtmann, die zijn blik opende voor nieuwe kunststromingen als het impressionisme. 
Samen met Peter Hansen en Johannes Larsen richtte Syberg een genootschap van kunstschilders op, de 'Fynboerne' genoemd, die op het eiland Funen vorm wilden geven aan het impressionisme. Ze namen de emotionele aspecten van het impressionisme over, maar creëerden daarbij een geheel eigen Scandinavische stijl, waarbij ze het palet en de pointillistische technieken aanpasten aan de Noordse landschappen en zienswijzen. Aanvankelijk tendeerden zijn werk nog duidelijk naar het naturalisme, maar na 1900 werd zijn palet steeds lichter en kleurrijker. Aan het einde van zijn leven zou hij ook steeds vaker in waterverf werken.
Syberg werkte het grootste deel van zijn leven op Funen maar maakte ook uitgebreide reizen door Europa. Daarbij bezocht hij ook Nederland. In 1894 huwde hij de kunstschilderes Anna Hansen, broer van zijn vriend Peter en dochter van zijn oorspronkelijke leermeester. Hij overleed in 1939, 77 jaar oud. 
Sybergs werk bevindt zich in de collecties van vrijwel alle belangrijke Deense musea, waaronder de Hirschsprungske Samling, het Ordrupgaard-museum  en het Nationalmuseet. Blijvende bekendheid kreeg hij ook door zijn boekillustraties, onder andere bij het werk van Hans Christian Andersen.

## Galerij

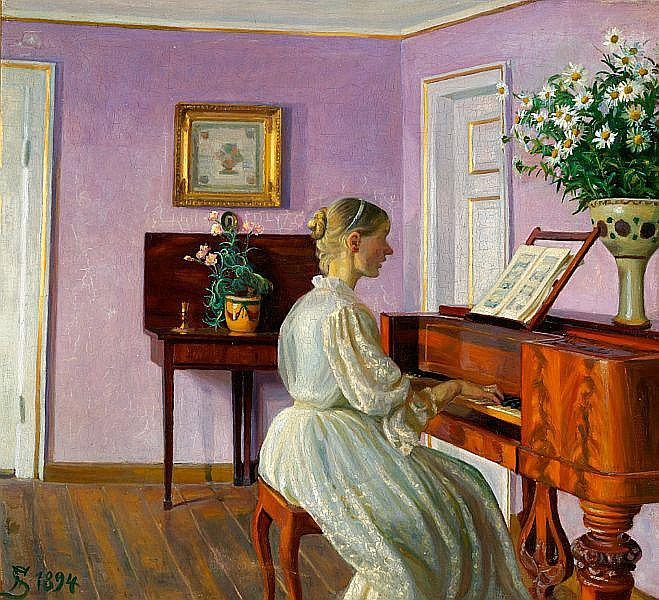
Vrouw aan de piano (Anna)
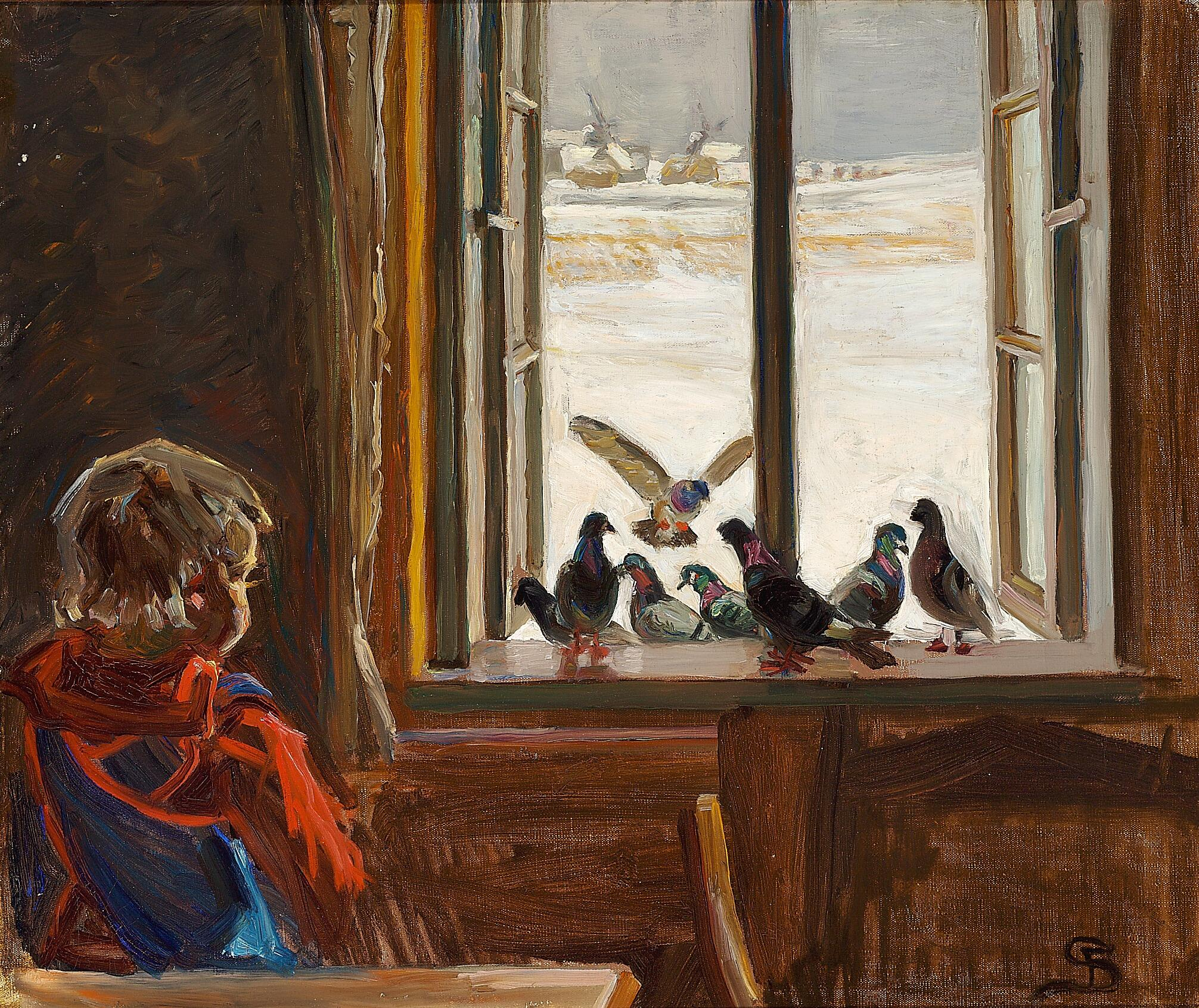
De dochter van de schilder kijkt naar duiven in het venster
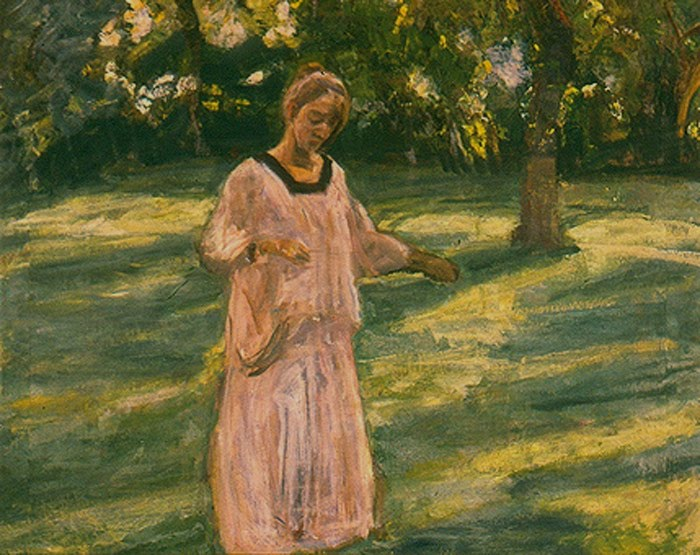
Nolle in de tuin van Pillegarden
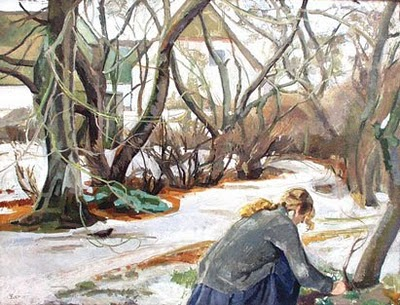
Laat in de winter
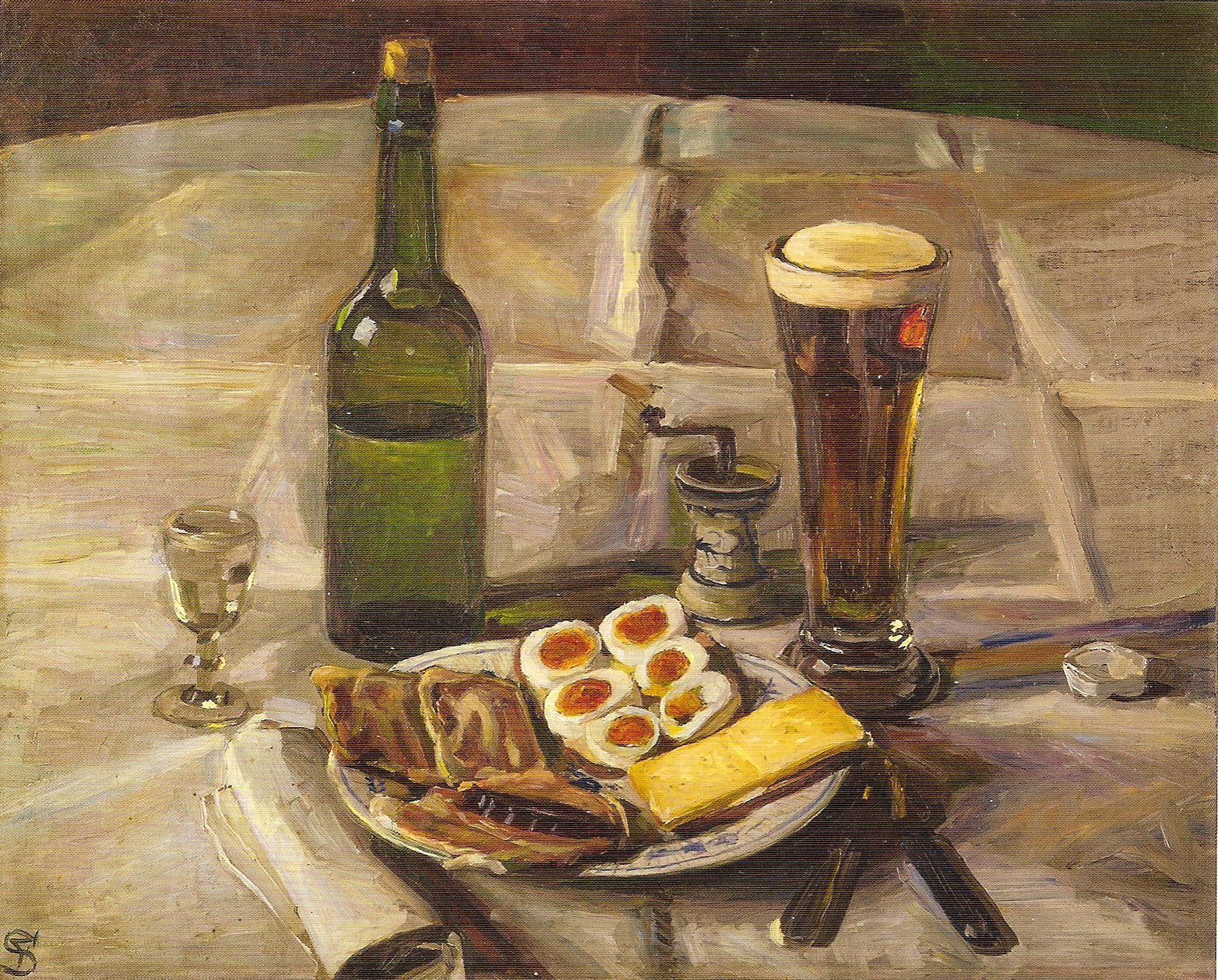
Frokosten
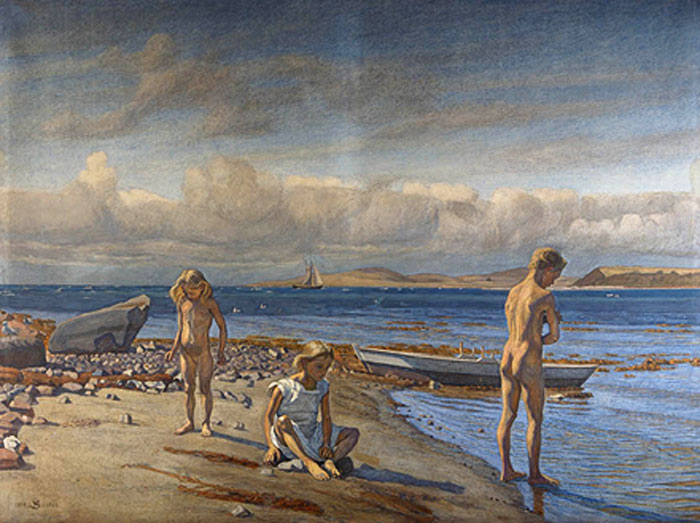
Kinderen bij Fyns Hoved
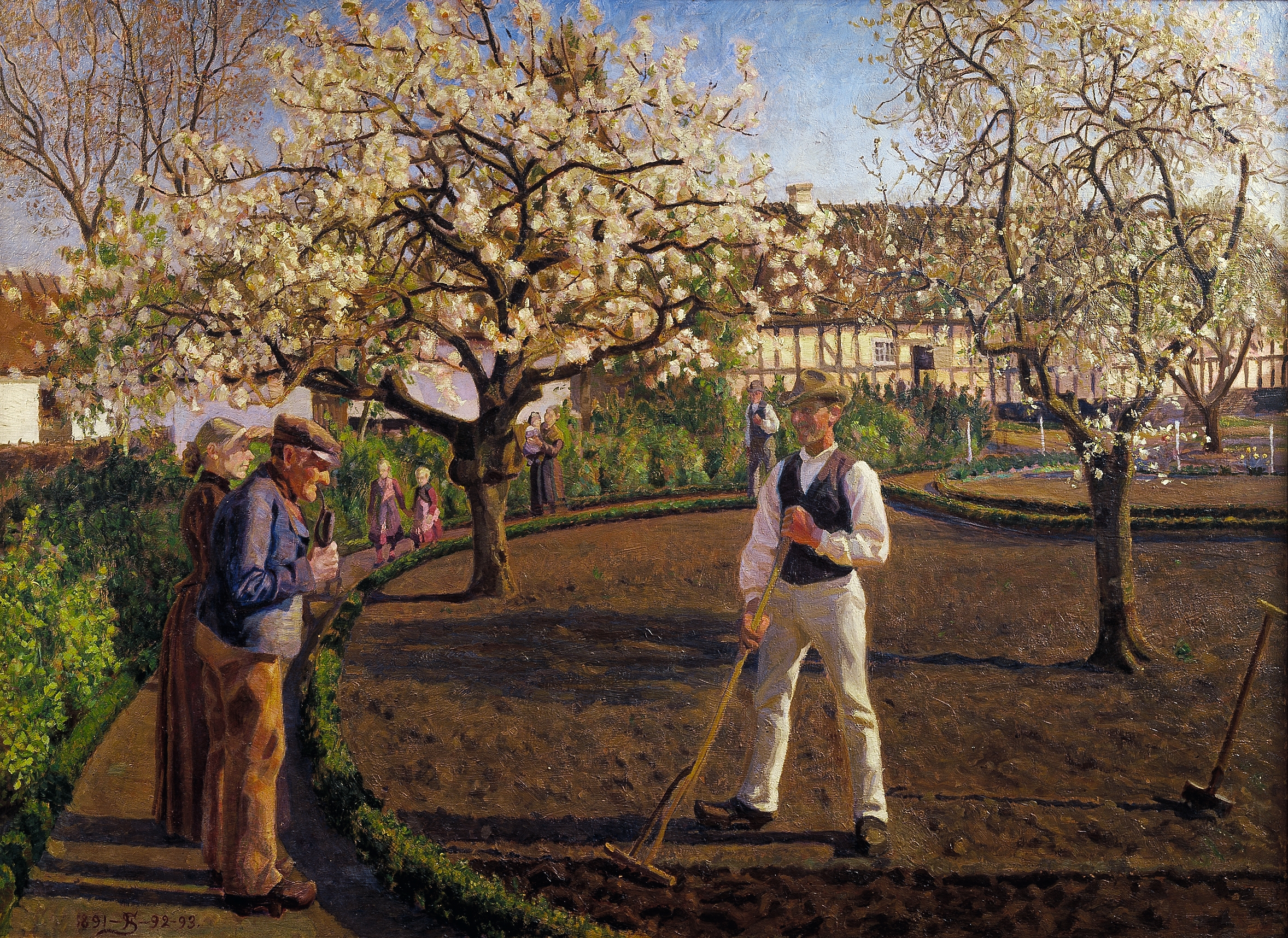
Lente
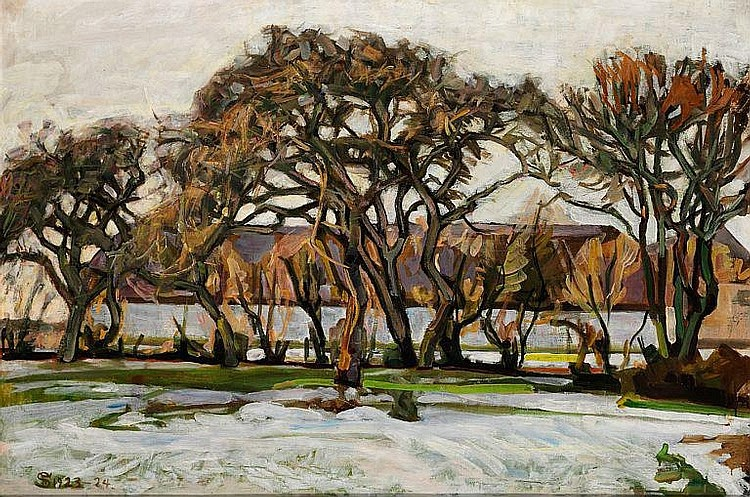
Wintertijd